# Juan Domingo Pereyra
Juan Domingo Pereyra es un futbolista argentino, que jugó de arquero en clubes de Ecuador.

## Carrera
Jugó de arquero para Club Sportivo Dock Sud desde los años 1974 a 1976 de segunda división en Argentina, luego fue contratado por el Deportivo Cuenca de Ecuador entre 1977 a 1980. Fue uno de los arqueros más destacados que haya tenido el club cuencano, y de los primeros en utilizar su piernas al estilo que René Higuita popularizó.
En 1981 fue contratado para jugar en el Barcelona Sporting Club, donde consiguió el título de campeón en el torneo nacional. El 17 de octubre de 1982, como portero del Barcelona, anotó su único gol en el torneo nacional ante el Everest, en el Estadio Modelo, al abandonar su arco para cobrar un lanzamiento que no puedo atajar el arquero del equipo contrario, Shiliman Ortiz, en el minuto 72. Este gol marcó el triunfo de su equipo terminando 1-0.

## Clubes
| Club             | País      | Año         |
| ---------------- | --------- | ----------- |
| Dock Sud         | Argentina | 1974 - 1976 |
| Deportivo Cuenca | Ecuador   | 1977 - 1980 |
| Barcelona S.C.   | Ecuador   | 1981 - 1982 |